# Michael Floyd
Michael Floyd (Saint Paul, 27 novembre 1989) è un giocatore di football americano statunitense che milita nel ruolo di wide receiver per i Minnesota Vikings della National Football League. Fu scelto dagli Arizona Cardinals come 13º assoluto dai Cardinals nel Draft NFL 2012 dove era considerato uno dei migliori prospetti tra i wide receiver. Al college ha giocato a football a Notre Dame.

## Carriera professionistica

### Arizona Cardinals
Floyd fu scelto come 13º assoluto dagli Arizona Cardinals nel draft 2012 per giocare a fianco di Larry Fitzgerald, un altro nativo del Minnesota. Il 12 giugno 2012, il giocatore firmò un contratto quadriennale del valore di 10 milioni di dollari con la franchigia.

#### Stagione 2012
Nella vittoria della settimana 3 contro i Philadelphia Eagles, Floyd segnò il primo touchdown su ricezione della sua carriera. Nella settimana 4, nella vittoria ai supplementari contro i Miami Dolphins, Floyd ricevette 4 passaggi per 35 yard. Nella settimana 5 giunse la prima sconfitta stagionale di Arizona ad opera dei rivali di division dei St. Louis Rams: Floyd ricevette un solo passaggio da 17 yard nel quarto periodo. Nella sconfitta della settimana 9 contro i Green Bay Packers Michael ricevette il suo nuovo massimo con 80 yard.
Nell'ultimo turno di campionato, Floyd giocò la sua miglior partite dell'anno ricevendo 166 yard e segnando un touchdown contro i San Francisco 49ers. La sua stagione da rookie si concluse così giocando 16 partite, 3 delle quali come titolare, con 45 ricezioni, 562 yard ricevute e 2 touchdown.

#### Stagione 2013
Nella prima gara della stagione 2013, persa contro i Rams, floyd ricevette 4 passaggi per 82 yard dal nuovo quarterback Carson Palmer. Il primo touchdown della stagione lo segnò nella settimana 6 contro i San Francisco 49ers. Nella settimana 11 disputò la miglior gara stagionale nella vittoria sui Jacksonville Jaguars ricevendo 193 e segnando un touchdown. Due settimane dopo ricevette 99 yard e un touchdown contro i Philadelphia Eagles ma i Cards furono sconfitti interrompendo una striscia di tre vittorie consecutive.
Nella settimana 16, Floyd fu tenuto senza ricezioni per la maggior parte della partita dalla difesa dei Seattle Seahawks finché nel finale di gara ricevette il touchdown da 31 yard della vittoria da Palmer che inflisse agli avversari la prima sconfitta interna dopo due anni di imbattibilità. La sua annata si concluse con 1.041 yard ricevute e 5 touchdown giocando tutte le 16 gare della stagione regolare come titolare.

#### Stagione 2014
Il primo touchdown della stagione, Floyd lo segnò nella settimana 6 contro i Redskins e il secondo la settimana successiva nella vittoria sui Raiders che contribuì a fare partire i Cardinals col loro miglior record dal 1976 (5-1). Nell'undicesimo turno contro i Lions, nello scontro tra le due squadre col miglior record della NFC, Floyd ricevette due touchdown da Drew Stanton nei primi due possessi di Arizona, che furono sufficienti per la vittoria e salire a un record di 9-1. Altri due li segnò nell'ultimo turno ma i Cardinals, già certi di un posto nei playoff, furono sconfitti dai San Francisco 49ers. La sua annata si chiuse guidando Arizona in yard ricevute (841) e touchdown su ricezione (6).

#### Stagione 2015
Nella stagione 2015, Floyd ricevette 52 passaggi per 849 yard e 6 touchdown, pareggiando il primato personale dell'anno precedente. Arizona terminò col miglior record della storia della franchigia, 13-3, e nel divisional round dei playoff batté i Packers ai tempi supplementari in una gara in cui Floyd segnò due touchdown.

### New England Patriots

#### Stagione 2016
Dopo essere passato, il 15 dicembre 2016, ai New England Patriots, il 5 febbraio 2017 Floyd conquistò il suo primo Super Bowl, il LI, disputato dai Patriots contro gli Atlanta Falcons e vinto dai primi, ai tempi supplementari (prima volta nella storia del Super Bowl), con il punteggio di 34-28.

### Minnesota Vikings

#### Stagione 2017
Divenuto free agent al termine della stagione, il 10 maggio firmò con i Minnesota Vikings un contratto annuale da un minimo garantito di 1,5 milioni di dollari, in grado di salire sino a 6 con bonus aggiuntivi.

## Palmarès

### Franchigia
- Super Bowl : 1

New England Patriots: LI
- American Football Conference Championship: 1

New England Patriots: 2016

## Statistiche
| Partite                | 78    |
| Partite da titolare    | 47    |
| Yard ricevute          | 3.781 |
| Touchdown su ricezione | 24    |

Statistiche aggiornate alla stagione 2016